# ディーク・リチャーズ
ディーク・リチャーズ（Deke Richards、1944年4月8日 - 2013年3月24日）は、出生名Dennis Lussier、Deke Lussierとしても知られるアメリカ合衆国のソングライター、音楽プロデューサー。モータウンで活躍した。
プロデューサー・チーム「The Clan」およびザ・コーポレーションとして知られる。後者はジャクソン5の初期のヒット曲「帰ってほしいの」「ABC」「小さな経験」「ママの真珠」「きっと明日は (ジャクソン5の曲)」で知られている。

## 略歴
カリフォルニア州ロサンゼルス生まれ。 父は脚本家のデイン・ラッシャー。1962年の映画『Eegah』でバンド・メンバーの一人を演じ、その後、芸名ディーク・リチャーズを使うようになった。デビー・ディーンのバンドでバック・シンガーをしているときに彼女に曲を書き、スプリームスの1966年にハリウッド劇場公演にてモータウンのベリー・ゴーディーと出会う。ゴーディーは感銘を受け、リチャーズと音楽プロデューサー、ソングライターとして契約した。
ディーク・リチャーズは、ジャクソン5の他、ボビー・ダーリン、マーサ&ザ・ヴァンデラス、ザ・ブラックベリーズ (The Blackberries)、ステイシー・ジョンソン (Stacie Johnson)などに曲を書いた。1968年にホーランド＝ドジャー＝ホーランドがモータウンを去ると、スプリームスをプロデュースするようになる。スプリームスのナンバー・ワン・ヒット「Love Child」を共作し、イギリスでトップとなったダイアナ・ロスの「I'm Still Waiting」を単独で作詞作曲した。同曲は1990年代にコートニー・パインがカバーしている。
食道癌で2013年に逝去。68歳没。

## 参照
1. ↑  BBC News, Jackson 5 producer Deke Richards dies aged 68, March 26, 2013. Retrieved March 26, 2013.
2. ↑  “From Motown to LA, Michael Jackson left a lasting mark”. Detroit News. (2009年6月26日) {{cite news}}: |first=を指定する場合、|last=も指定してください。 (説明)⚠
3. 1 2 3  Hollywood Reporter, Deke Richards, Motown Songwriter and Producer, Dies at 68, March 25, 2013. Retrieved March 26, 2013.
4. ↑  Weaver, Tom (2005). Earth vs. the sci-fi film makers. McFarland. p. 176. ISBN 0-7864-2210-6
5. 1 2  The Detroit News, Deke Richards, of Motown's The Corporation, dies Archived 2014年3月22日, at the Wayback Machine., March 25, 2013. Retrieved March 26, 2013.